# Pan de sòrc
Il pan de sòrc o pan de sorch è un pane tipico della provincia di Trento, in particolare del Primiero.

## Descrizione
Si tratta di un pane a base di farina di mais, farina di frumento, lievito, sale e acqua. Le origini sono senz'altro piuttosto antiche: testimonianze di emigrati in Brasile certificano che il pane fosse diffuso già nel 1800.
È molto simile al quasi omonimo pan di sorc di Gemona del Friuli, che tuttavia è un pane dolce e prevede l'utilizzo anche della farina di segale oltre a quelle di mais e frumento.
Il pan de sòrc è tutelato quale Prodotto agroalimentare tradizionale.